# Fehmarnsches Tageblatt
Das Fehmarnsche Tageblatt ist eine werktäglich erscheinende Tageszeitung für die Insel Fehmarn. Die verkaufte Auflage beträgt 1756 Exemplare, ein Minus von 24,4 Prozent seit 1998.

## Geschichte
Schon 1815 wurde eine erste Zeitung für Fehmarn herausgebracht. Der Fehmarnschen Korrespondenz, einer zweimal im Monat erscheinenden zweiseitigen Zeitung, war jedoch wenig Erfolg beschieden. Sie ging bald darauf wieder ein. 1820 gab es einen erneuten Anlauf, eine Zeitung auf Fehmarn ins Leben zu rufen. Die Fehmarnsche Wochenzeitung des Rechtsanwaltes Jes Greger musste ebenfalls kurze Zeit später eingestellt werden. Der Herausgeber führte als Begründung an, dass die Fehmaraner Bauern lesefaul seien „und jetzto in der Erndte Zeit lesen sie gar nichts mehr“. Weitere Versuche einer Zeitungsgründung auf Fehmarn gab es 1835 und 1848.
Erst 1856 kam es zu einer erfolgreichen Zeitungsgründung. Der Verleger O.L. Rathje brachte das Fehmarnsche Wochenblatt bei anfangs 157 Abonnenten heraus. Ab 1900 konnte es zweimal, ab 1912 dreimal in der Woche erscheinen. Ab 1924 erschien die Zeitung nun als Fehmarnsches Tageblatt täglich. Zwischen Ende 1944 und November 1949 kam das Tageblatt nicht heraus, erst danach erhielt es von der britischen Besatzungsmacht eine Lizenz. 1958 erwarb der nach 11-jähriger Kriegsgefangenschaft nach dem Zweiten Weltkrieg von den Bundesministern Jakob Kaiser und Thomas Dehler befreite märkische Verleger Hans Wolff von Gallus Huber den Verlag und die Druckerei des Tageblattes und modernisierte den Zeitungsbetrieb mit der ersten Typensetz- wie Rotationsmaschine. 1965 zog die Zeitung in den technischen Verlagsneubau des nördlichen Marktes, Bahnhofstraße 1, einstmals hier das alte dänische Zollhaus des Amtmanns Broder Knudsen. Eine moderne Generation von Setz- wie Zweifarbenrotationsmaschinen stellte die Heimatzeitung fast auf Großstadtniveau. 1975 starb Hans Wolff und sein seit 1958 in der Redaktionsleitung führender, journalistisch stark heimatkundlich-verbundener wie deutschlandpolitisch engagierter Sohn Henning übernahm die Aufgaben des Verlegers und der Herausgabe des FT. 1989 übergab der weiterhin als Herausgeber und zunächst auch Redaktionsleiter tätige Henning Wolff dem Ippen-Verlag als Mehrheitsverleger den „Burg-Verlag“ mit dem Fehmarnschen Tageblatt. Hiermit ist eine eigenständige Existenz der renommierten und einzigen insularen Tageszeitung mit einer zukunftsorientierten technischen Entwicklung gewährleistet. 1989 kaufte der Verleger Dirk Ippen den Burg-Verlag, in dem die Zeitung weiterhin erscheint.

## Gegenwart
Redaktion und Vertrieb des Fehmarnschen Tageblattes befinden sich in Burg auf Fehmarn; die Zeitung wird in Walsrode gedruckt.
Zum Burg-Verlag gehören weiter die Heiligenhafener Post (erscheint dreimal wöchentlich) und das Wochenblatt der reporter in Eutin. Außerdem produziert der Verlag im Sommer eine wöchentliche Strandzeitung mit Berichten für die Urlaubsgäste (ab Mai 2010 auch online) sowie Veranstaltungshefte für das Rapsblütenfest und Fehmarn Pferde Festival. 2006 feierte das Tageblatt sein 150-jähriges Bestehen und ist seitdem auch mit einer inzwischen umfangreichen Online-Version vertreten. Die Heiligenhafener Post feierte 2009 das 125-jährige Jubiläum.

## Auflage
Das Fehmarnsches Tageblatt hat in den vergangenen Jahren leicht an Auflage eingebüßt. Die verkaufte Auflage ist in den vergangenen 10 Jahren um durchschnittlich 1,8 % pro Jahr gesunken. Im vergangenen Jahr hat sie um 3 % abgenommen. Sie beträgt gegenwärtig 1756 Exemplare. Der Anteil der Abonnements an der verkauften Auflage liegt bei 91,9 Prozent.
| 1998 | 1999 | 2000 | 2001 | 2002 | 2003 | 2004 | 2005 | 2006 | 2007 | 2008 | 2009 | 2010 | 2011 | 2012 | 2013 | 2014 | 2015 | 2016 | 2017 | 2018 | 2019 | 2020 | 2021 | 2022 | 2023 | 2024 |
| ---- | ---- | ---- | ---- | ---- | ---- | ---- | ---- | ---- | ---- | ---- | ---- | ---- | ---- | ---- | ---- | ---- | ---- | ---- | ---- | ---- | ---- | ---- | ---- | ---- | ---- | ---- |
| 2323 | 2296 | 2317 | 2308 | 2252 | 2283 | 2269 | 2264 | 2295 | 2305 | 2290 | 2267 | 2252 | 2232 | 2213 | 2176 | 2163 | 2087 | 2117 | 2054 | 2061 | 2011 | 2017 | 2018 | 1938 | 1851 | 1796 |